# Let L-610
Il Let L 610 è un aereo da trasporto a medio raggio, prodotto dal costruttore ceco Let Kunovice. Tale velivolo, destinato a sostituire gli Antonov An-24 nel mercato dell'Unione Sovietica, fu costruito in solo 8 esemplari di preserie e non entrò mai in servizio attivo.

## Storia del progetto
Alla fine degli anni settanta del XX Secolo l'azienda aeronautica cecoslovacca Let, dopo aver riscosso un buon successo con il precedente bimotore turboelica da trasporto passeggeri L-410, su richiesta della compagnia sovietica Aeroflot decise di progettare un nuovo velivolo destinato a sostituire gli Antonov An-24 allora in servizio nei paesi del Patto di Varsavia. Gli studi iniziarono nel 1983 e vertevano su un aereo bimotore a turboelica, equipaggiato con i propulsori nazionali Walter M602 che azionavano eliche a cinque pale, e dotato di cabina pressurizzata capace di ospitare 40 passeggeri. Lo sviluppo del velivolo procedette rapidamente, ma non quello dei nuovi motori che diedero problemi di sviluppo. La costruzione del primo dei tre prototipi iniziò all'inizio del 1988, e l'aereo, completato nel mese di novembre, volò per la prima volta il 28 dicembre dello stesso anno equipaggiato con motori eroganti 1 358 kW (1 822 shp). Uno dei prototipi fu esposto al Salone aeronautico di Le Bourget (Francia) nel giugno 1989, e il modello ottenne un ordine per 600 esemplari di serie da parte dell'Aeroflot. Nonostante un velivolo, dipinto con i colori della compagnia russa, fosse stato presentato al Salone Aeronautico di Le Bourget nel giugno 1991 nessun esemplare di serie fu mai consegnato alla compagnia.

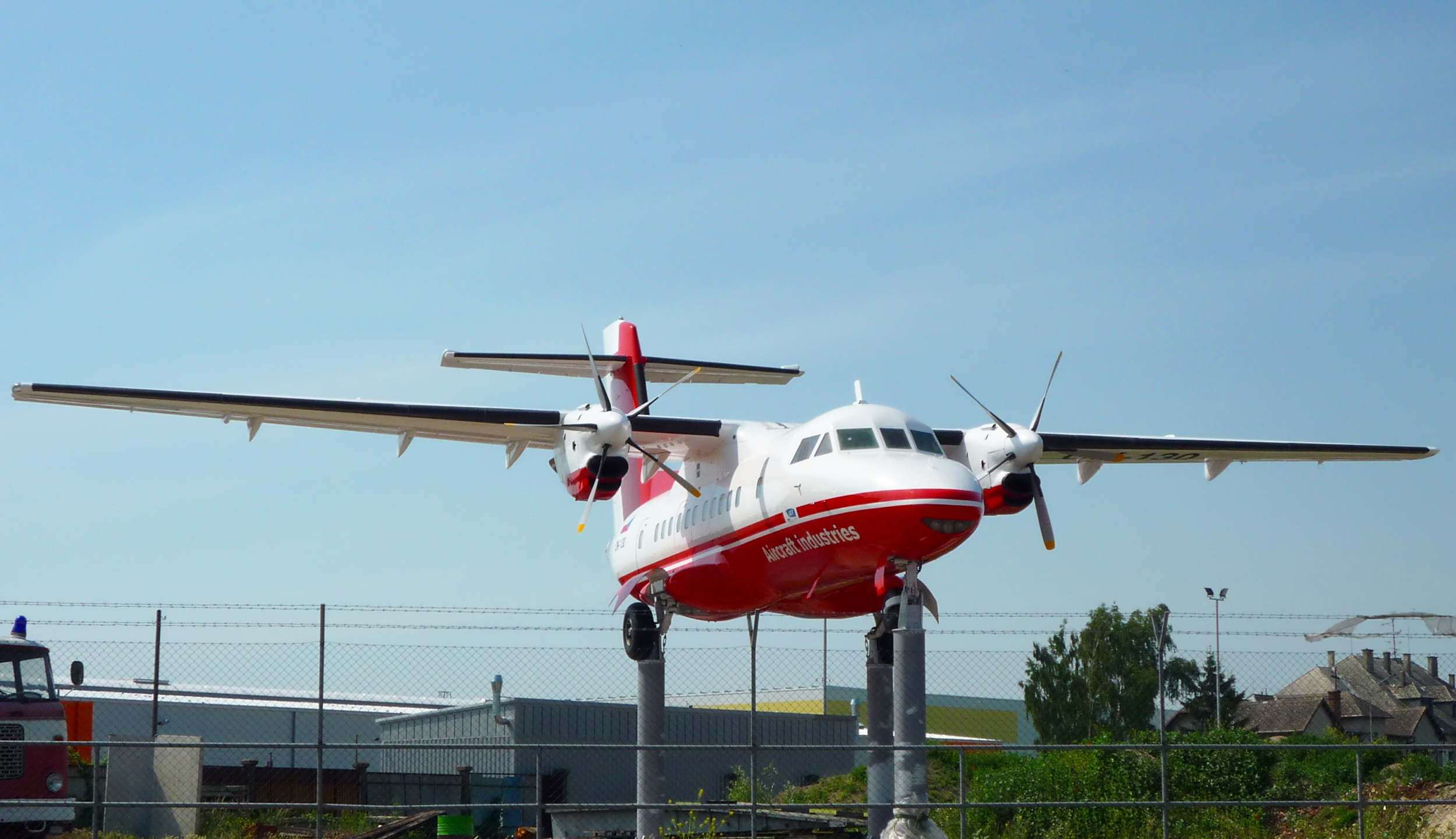
Il primo prototipo (X01) del Let L-610M

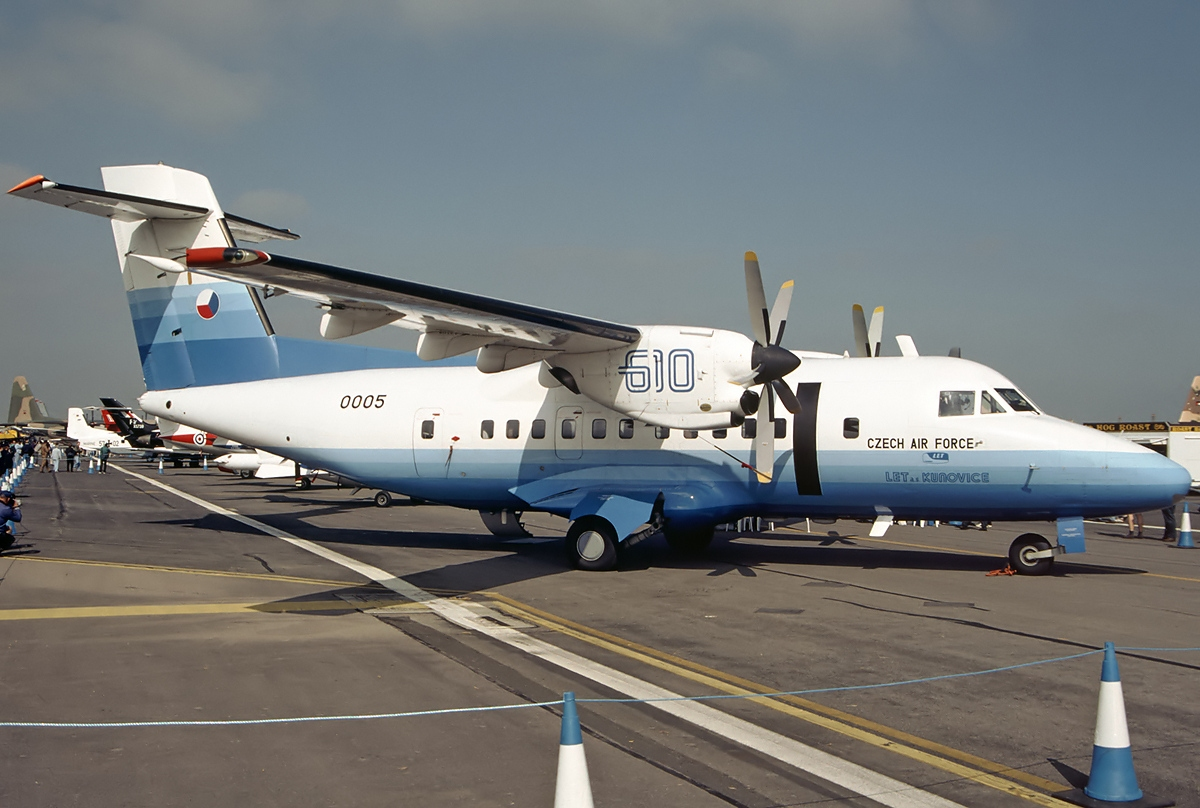
Il Let L 610M dell'aeronautica militare ceca.

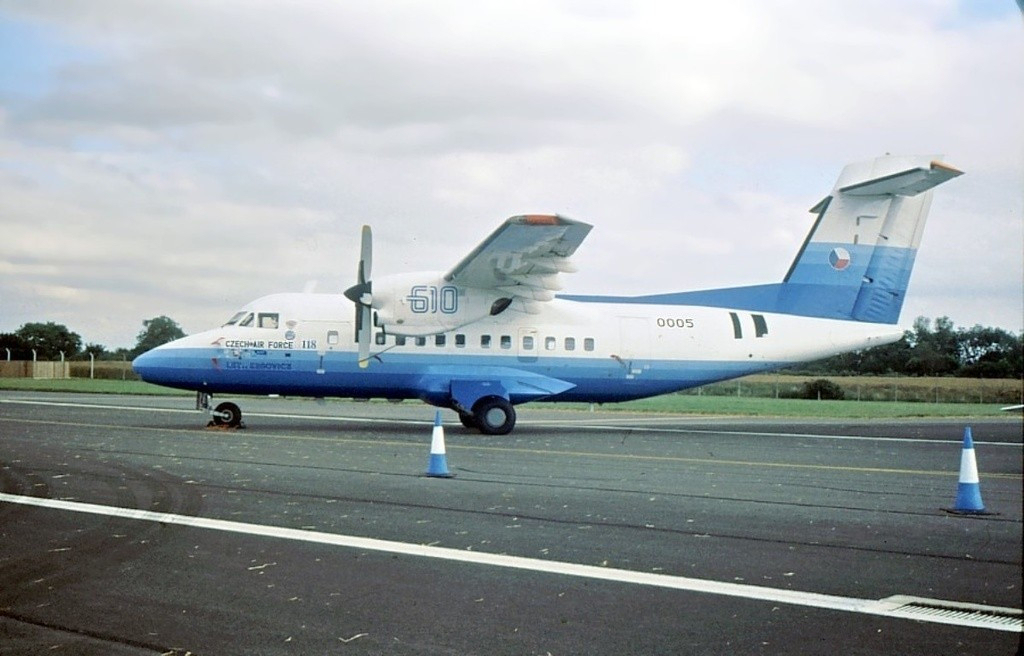
Dimostratore del Let L 610M.

## Impiego operativo
Un esemplare di preserie, designato Let 610 M, fu consegnato alla forza aerea cecoslovacca per effettuare i test di certificazione e i collaudi in volo. Dopo il collasso dell'Unione Sovietica la Let cercò di vendere l'aereo sul mercato civile occidentale, sviluppando una nuova versione designata L-610G, dotata di motori General Electric CT7D9D da 1 750 CV (1 305 kW) azionanti eliche Hamilton-Standard HS-14, avionica digitale Rockwell Collins Pro Line II, EFIS, radar meteorologico Collins e pilota automatico. Il prototipo di questa versione volò per la prima volta il 18 dicembre 1992, ed ottenne la certificazione nel 1995, con l'inizio delle consegne previste per il 1997. Il secondo prototipo, matricola OK-CPD, ottenne la certificazione americana FAR 25 nel maggio 1997. Nonostante un interessamento per 40 esemplari da parte della compagnia cecoslovacca Československé státní aerolinie la versione non ottenne alcun ordine. Nel 2000 la compagnia americana Ayres Corporation, che aveva acquistato la Let nel settembre 1998, cercò di commercializzare il velivolo sul mercato americano con la designazione Ayres L-610, cambiata successivamente in Ayres 7000. Cliente di lancio avrebbe dovuto essere la compagnia City Connexion Airlines del Burundi, ma il fallimento della compagnia africana portò alla cancellazione del programma.
Dopo il fallimento della Let avvenuto nel 2004, i nuovi proprietari decisero di riprendere la produzione dei modelli L-410 Turbolet e L-610, ma la decisione non ebbe alcun seguito e nel 2006 il programma fu cancellato e gli esemplari esistenti in fabbrica demoliti. Oltre al prototipo, solo altri due aerei furono salvati, destinati all'esposizione in altrettanti musei aeronautici.

## Versioni
- L-610M: versione basica dotata di propulsori nazionali Walter M602.
- L-610G: variante con propulsori General Electric XT7-9D ed avionica digitale.
- L-610MPA: versione antisommergibile e da pattugliamento marittimo rimasta allo stadio di progetto.
- Ayres 7000: versione rimasta allo stadio di progetto da costruirsi negli Stati Uniti dalla Ayres Corporation.
- L-601P: prevista versione allargata, con capacità di trasportare 60 passeggeri, peso massimo al decollo di 18 600 kg, propulsori Pratt & Whitney PW124 da 1 740 kW e velocità massima di 515 km/h.[3]

## Velivoli attualmente esistenti
Tre aerei sono attualmente esposti nelle Repubblica Ceca. Il terzo prototipo risulta esposto al pubblico presso il Letecké muzeum di Olomouc, ed il quinto presso il Kunovice Air Museum. Il primo prototipo è conservato a Starém Městě.

## Velivoli prodotti
L-610M
- X01: primo prototipo (OK-130) che volò per la prima volta il 28 dicembre 1988 con equipaggio Miroslav Srnec e Stanislav Sklenář. Matricola civile OK-TZB dal 3 giugno 1989, fu esibito al Salone Aeronautico di Le Bourget al termine del quale riprese la matricola OK-130. Ultimo volo il 26 maggio 1996 sulla pista della fabbrica con equipaggio formato da Stanislav Sklenář e dall'ingegnere Jiří Nečas.
- X02: secondo prototipo per i test strutturali.
- X03: terzo prototipo (OK-132) che volò per la prima volta l'8 settembre 1989 con equipaggio formato da Stanislav Sklenář e dall'ingegnere Miroslav Srnec. Ultimo volo a Kunovice, con matricola OK-UZB, il 23 ottobre 1997 con equipaggio formato da Stanislav Sklenář e Miloslav Tošovský.
- X04: quarto prototipo per test strutturali.
- X05: quinto prototipo (OK-134) che volò per la prima volta l'8 marzo 1990 con equipaggio formato dall'ingegnere Miroslav Srnec e da Miloslav Tošovský. Con matricola OK-VZC fu esibito all'Aero show di Mosca nell'agosto 1992, e in seguito consegnato all'aviazione militare per i collaudi ed i test operativi tenutisi a Kbely nel giugno 1993. Ultimo volo a Kunovice con matricola militare 4202 ed equipaggio Pelčák, Mikšík.
- 910101: primo esemplare di preserie (OK-136) che effettuò il primo volo con equipaggio formato dagli ingegneri Vladimír Vlk e Stanislav Sklenář. Dotato di avionica digitale Collins, dall'11 giugno 1991 assunse la matricola OK-WZA. Ultimo volo Kunovice-Kbely-Kunovice il 28 giugno 1991, con equipaggio formato da Jaromír Novák e dall'ingegnere Miroslav Srnec.

L-610G
- 920102: primo velivolo della versione dotata di avionica digitale Collins e propulsori General Elecrtic CT7, volò per la prima volta il 18 dicembre 1992 nelle mani degli ingegneri Vladimír Vlk e Miroslav Srnec. Dall'8 luglio 1993 assunse la matricola OK-XZA, e volò per la prima volta a Kunovice il 18 dicembre 1997 con equipaggio formato da Stanislav Sklenář, Miloslav Tošovský.
- 970301: secondo esemplare (OK-CZD) della versione 610G, primo volo il 13 maggio 1997 con equipaggio Stanislav Sklenář, Jaromír Novák. L'aereo volò per l'ultima volta da Miami ad Albany il 24 luglio 2000.

### Annotazioni
1. ↑  La certificazione del Let 610M arrivò nel 1992 ed era previsto l'inizio delle consegne per il 1995.

### Fonti
1. ↑   The Virtual Aviation Museum – Let L 610, su luftfahrtmuseum.com. URL consultato il 21 luglio 2007 (archiviato dall'url originale il 30 settembre 2007).
2. ↑  Michael J. H.Taylor (curatore), Brassey's World Aircraft & Systems Directory 1999/2000, Brassey's, Finchingfield, 1999.
3. 1 2 3  Marquis, Solin 1999, p. 73.
4. 1 2 3 4  Уголок неба.
5. ↑  Ministry of Defence - L-610 Transport Aircraft.
6. 1 2 3 4 5  Уголок неба.
7. ↑  list of L-610 Archiviato il 4 marzo 2016 in Internet Archive..